# Dzhangar (poema)

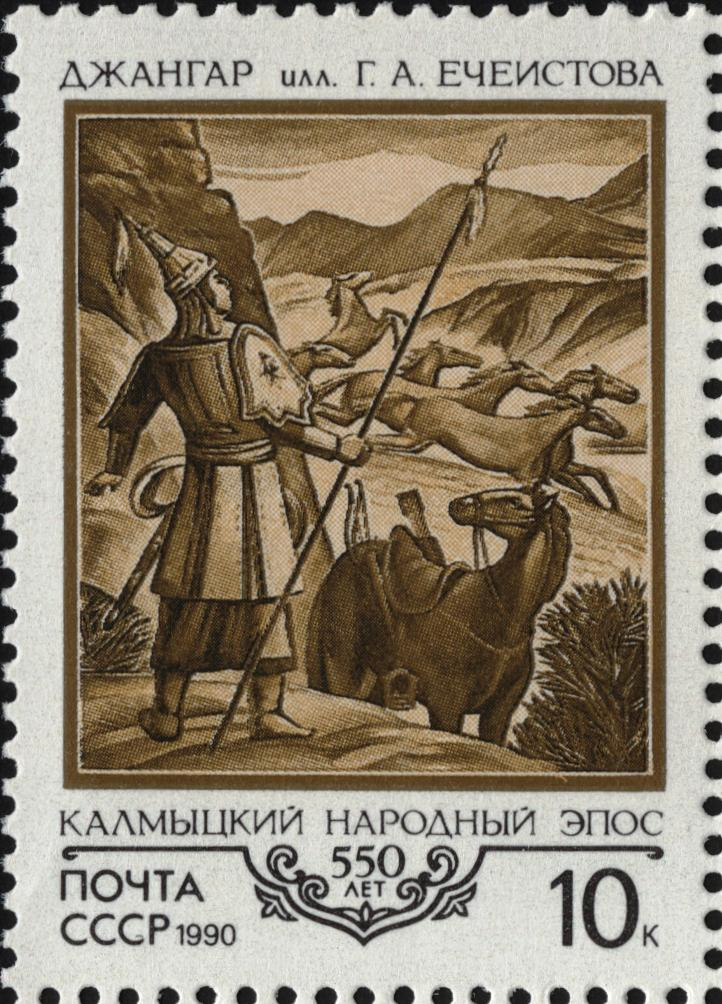
Francobollo commemorativo emesso dalle poste sovietiche nel 1990

Dzhangar è un poema epico tradizionale dei Calmucchi, noto anche in Cina, Mongolia e Russia, composto normalmente da 25 o 26 capitoli, anche se alcune versioni possono averne fino a 100. Il racconto veniva tramandato oralmente dai cosiddetti Jangarchi.